# Vydranka
Vydranka este o arie protejată (arie specială de conservare — SAC, sit de importanță comunitară — SCI) din Slovacia întinsă pe o suprafață de 8,08 ha, integral pe uscat.

## Localizare
Centrul sitului Vydranka este situat la coordonatele 49°16′48″N 21°57′35″E / 49.28°N 21.959722°E.

## Înființare
Situl Vydranka a fost declarat sit de importanță comunitară în octombrie 2011 pentru a proteja 3 specii de animale. Situl a fost protejat și ca arie specială de conservare în august 2011.

## Biodiversitate
Situată în ecoregiunea alpină, aria protejată conține 1 habitat natural: Păduri aluvionare cu Alnus glutinosa și Fraxinus excelsior (Alno-Padion, Alnion incanae, Salicion albae).
La baza desemnării sitului se află mai multe specii protejate:
- amfibieni (1): izvoraș-cu-burta-galbenă (Bombina variegata)
- mamifere (2): castor (Castor fiber), vidră de râu (Lutra lutra)

Pe lângă speciile protejate, pe teritoriul sitului au mai fost identificate 1 specie de plante, 4 specii de amfibieni, 2 specii de nevertebrate, 3 specii de pești, 2 specii de reptile.